# Miško Mirković
Miško Mirković (in serbo Мишко Мирковић?; Tuzla, 7 luglio 1966) è un ex calciatore jugoslavo dal 2003 serbo-montenegrino, di ruolo difensore.

## Carriera

### Club
Durante la sua carriera ha giocato con numerose squadre di club, tra cui il Fenerbahçe, in cui ha militato dal 2000 al 2002.

### Nazionale
Nel 1997 ha rappresentato due volte la Nazionale jugoslava.

## Palmarès
- Coppa di Turchia: 1

Kocaelispor: 1996-1997
- Campionato turco: 1

Fenerbahçe: 2000-2001